# Grand Prix automobile d'Allemagne 1970
Résultats du Grand Prix d'Allemagne de Formule 1 1970 qui a eu lieu sur le circuit d'Hockenheim le 2 août 1970.

## Classement
| Pos  | N° | Pilote               | Écurie             | Tours | Temps/Abandon     | Grille | Points |
| ---- | -- | -------------------- | ------------------ | ----- | ----------------- | ------ | ------ |
| 1    | 2  | Jochen Rindt         | Lotus-Ford         | 50    | 1 h 42 min 00 s 3 | 2      | 9      |
| 2    | 10 | Jacky Ickx           | Ferrari            | 50    | + 0 s 7           | 1      | 6      |
| 3    | 4  | Denny Hulme          | McLaren-Ford       | 50    | + 1 min 21 s 8    | 16     | 4      |
| 4    | 17 | Emerson Fittipaldi   | Lotus-Ford         | 50    | + 1 min 55 s 1    | 13     | 3      |
| 5    | 21 | Rolf Stommelen       | Brabham-Ford       | 49    | + 1 tour          | 11     | 2      |
| 6    | 14 | Henri Pescarolo      | Matra              | 49    | + 1 tour          | 5      | 1      |
| 7    | 23 | François Cevert      | March-Ford         | 49    | + 1 tour          | 14     |        |
| 8    | 12 | Jo Siffert           | March-Ford         | 47    | Allumage          | 4      |        |
| 9    | 7  | John Surtees         | Surtees-Ford       | 46    | Moteur            | 15     |        |
| Abd. | 9  | Graham Hill          | Lotus-Ford         | 37    | Moteur            | 20     |        |
| Abd. | 5  | Chris Amon           | March-Ford         | 34    | Moteur            | 6      |        |
| Abd. | 15 | Clay Regazzoni       | Ferrari            | 30    | Moteur            | 3      |        |
| Abd. | 16 | John Miles           | Lotus-Ford         | 24    | Moteur            | 10     |        |
| Abd. | 1  | Jackie Stewart       | March-Ford         | 20    | Moteur            | 7      |        |
| Abd. | 11 | Mario Andretti       | March-Ford         | 15    | Boîte de vitesses | 9      |        |
| Abd. | 22 | Ronnie Peterson      | March-Ford         | 11    | Moteur            | 19     |        |
| Abd. | 6  | Pedro Rodriguez      | BRM                | 7     | Allumage          | 8      |        |
| Abd. | 10 | Jackie Oliver        | BRM                | 5     | Moteur            | 18     |        |
| Abd. | 3  | Jack Brabham         | Brabham-Ford       | 4     | Fuite d'huile     | 12     |        |
| Abd. | 8  | Jean-Pierre Beltoise | Matra              | 4     | Suspension        | 21     |        |
| Abd. | 24 | Peter Gethin         | McLaren-Ford       | 3     | Accélérateur      | 17     |        |
| Nq.  | 25 | Brian Redman         | De Tomaso-Ford     |       | Non qualifié      |        |        |
| Nq.  | 20 | Andrea de Adamich    | McLaren-Alfa Romeo |       | Non qualifié      |        |        |
| Nq.  | 27 | Silvio Moser         | Bellasi-Ford       |       | Non qualifié      |        |        |
| Nq.  | 26 | Hubert Hahne         | March-Ford         |       | Non qualifié      |        |        |

Légende :
- Abd.=Abandon.

## Pole position et record du tour
- Pole position : Jacky Ickx en 1 min 59 s 5 (vitesse moyenne : 204,522 km/h).
- Tour le plus rapide : Jacky Ickx en 2 min 00 s 5 au 50e tour (vitesse moyenne : 202,825 km/h).

## Tours en tête
- Jacky Ickx : 31 (1-6 / 10-17 / 26-31 / 36-43 / 45-46 / 48)
- Jochen Rindt : 17 (7-9 / 18-21 / 24-25 / 32-35 / 44 / 47 / 49-50)
- Clay Regazzoni : 2 (22-23)

## À noter
- 6e et dernière victoire pour Jochen Rindt qui décédera lors des essais du GP d'Italie 1970.
- 41e victoire pour Lotus en tant que constructeur.
- 33e victoire pour Ford Cosworth en tant que motoriste.